# Estereotomía

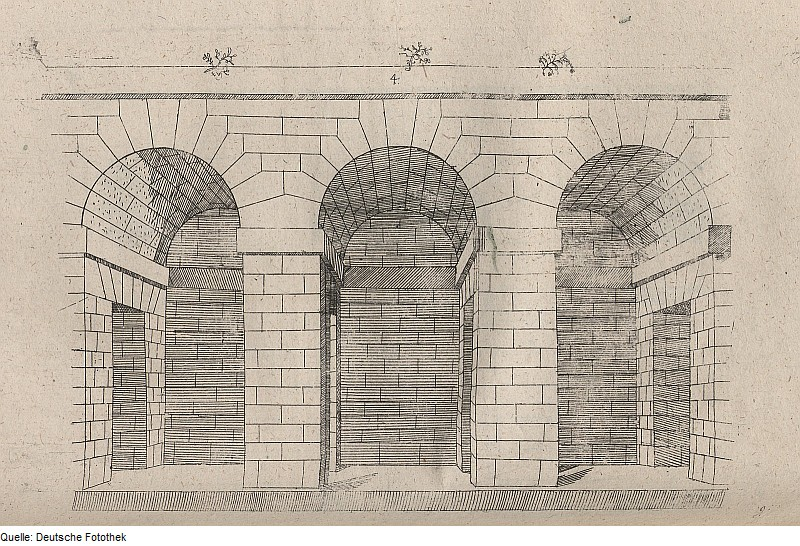
La estereotomía despieza los elementos arquitectónicos para que sean construidos en fábrica.

La estereotomía (de estereo —sólido, del griego stereos— y tomía —corte, del griego temno—) es una rama de la cantería que estudia el modo en que pueden tallarse, partirse y aprovecharse las rocas extraídas de la cantera con arreglo a su colocación específica en obras de arquitectura e ingeniería; la RAE la define como Arte de cortar piedras y maderas. La mayoría de las publicaciones sobre estereotomía se refieren a la piedra, pero también existe la estereotomía de la madera, que trata del diseño y colocación de las piezas en sistemas constructivos de madera, como por ejemplo el balloon frame, estando por ello fuera de la cantería. Algunos autores, además, quizá como consecuencia del aún algo incomprendido modo de trabajar del hierro en el XIX, han tomado el diseño de las piezas de este material como parte del arte y la ciencia de la estereotomía; es por ejemplo el caso del ingeniero decimonónico Eduardo Mojados. A pesar de su campo de aplicación histórico, si el concepto se abstrae al diseño de unas piezas, la ciencia abarca cualquier material.
La palabra estereotomía aparece como tal en el siglo XVIII en Francia y en el siglo XIX en España. Las técnicas de estereotomía fueron muy utilizadas en ambos países, y se conocieron desde el Medievo como montea. Mientras que la estereotomía es teórica y trata el diseño (por lo que se puede englobar dentro de la geometría descriptiva), su aplicación práctica se conoce como tomotecnia.

## Historia

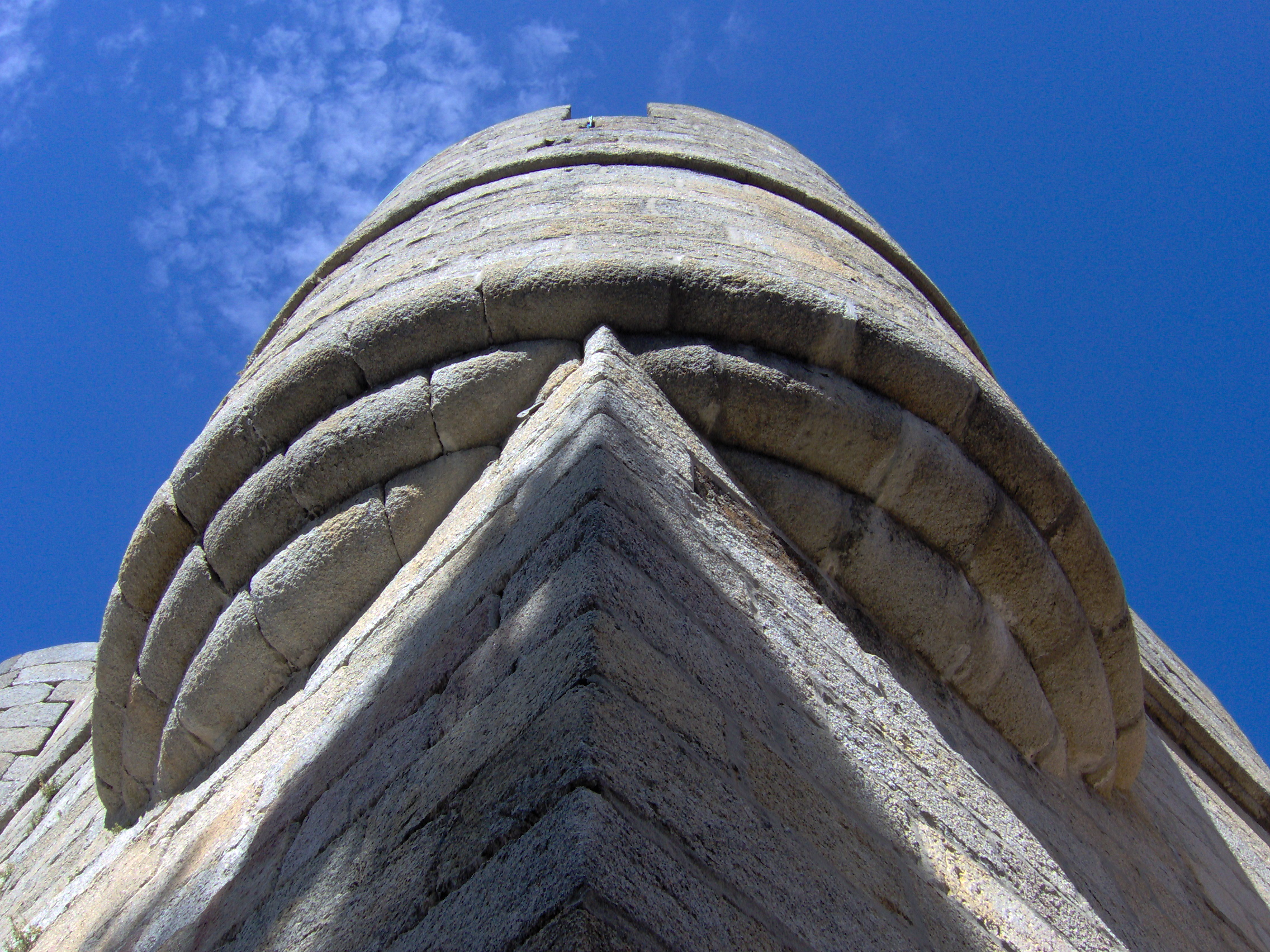
La arquitectura militar del pasado es un buen ejemplo de estereotomía. En la imagen, detalle de la colocación de las piedras en el castillo de los Condes de Benavente, Puebla de Sanabria.

La popularidad de los canteros durante la Edad Media europea, que desarrollan la estereotomía en la construcción de las grandes catedrales, terminó por germinar en diversos tratados en el Renacimiento. Los primeros, como el de Serlio, englobaban la estereotomía únicamente dentro de la arquitectura y definían geométricamente elementos arquitectónicos como ventanas, arcos y trompas. Caso destacado de esta tradición es el Compedio de arquitectura y simetría de los templos conforme a la medida del cuerpo humano con algunas demostraciones de geometría (Rodrigo Gil de Hontañón, 1681). En España, en el siglo XVI, comienzan a aparecer tratados más específicos, que detallan las formas de cada pieza con mayor atención. Reciben el nombre de cortes de cantería o arte de montea; es decir, tratan la estereotomía. Los citados los escribían arquitectos y maestros de obra para sus aprendices, sin estar en principio destinados a su publicación; es más, se mantenían en secreto. Eran de índole eminentemente gráfica, de manera que contenían una serie de láminas con cálculos geométricos para la talla y la colocación de las piezas.
La aparición de nuevas técnicas de construcción y nuevos materiales (acero, hormigón, vidrio laminado) a partir de la Revolución industrial, terminaron con la seriedad de sus estudios; sin embargo, siguió utilizándose y fue materia obligada en las escuelas de arquitectura europeas hasta bien entrado el siglo XX, y lo sigue siendo en los módulos de cantería. Los últimos tratados —fuera de reproducciones modernas del ámbito de la historia de la construcción— datan de finales del XIX y la primera década del XX. Hasta ese momento el cuidado del diseño de las piezas constructivas, en especial de la piedra en España, era muy popular hasta acabado el siglo XVIII.
Los tratados descritos detallan, por ejemplo, la ejecución de arcos, bóvedas y aparejos, mostrando la geometría precisa que cada pieza ha de tener para encajar en ellos. En el caso de la madera, que forma sistemas adintelados y no abovedados, los tratados especifican las muescas necesarias para la unión de las piezas y sus modos de unión. Escribe sobre este material Antonio Rovira y Rabassa en 1900 (La madera y su estereotomía), así como sobre el hierro, el mismo año (El hierro, sus cortes y enlaces).

## Campos de ejecución

### Madera

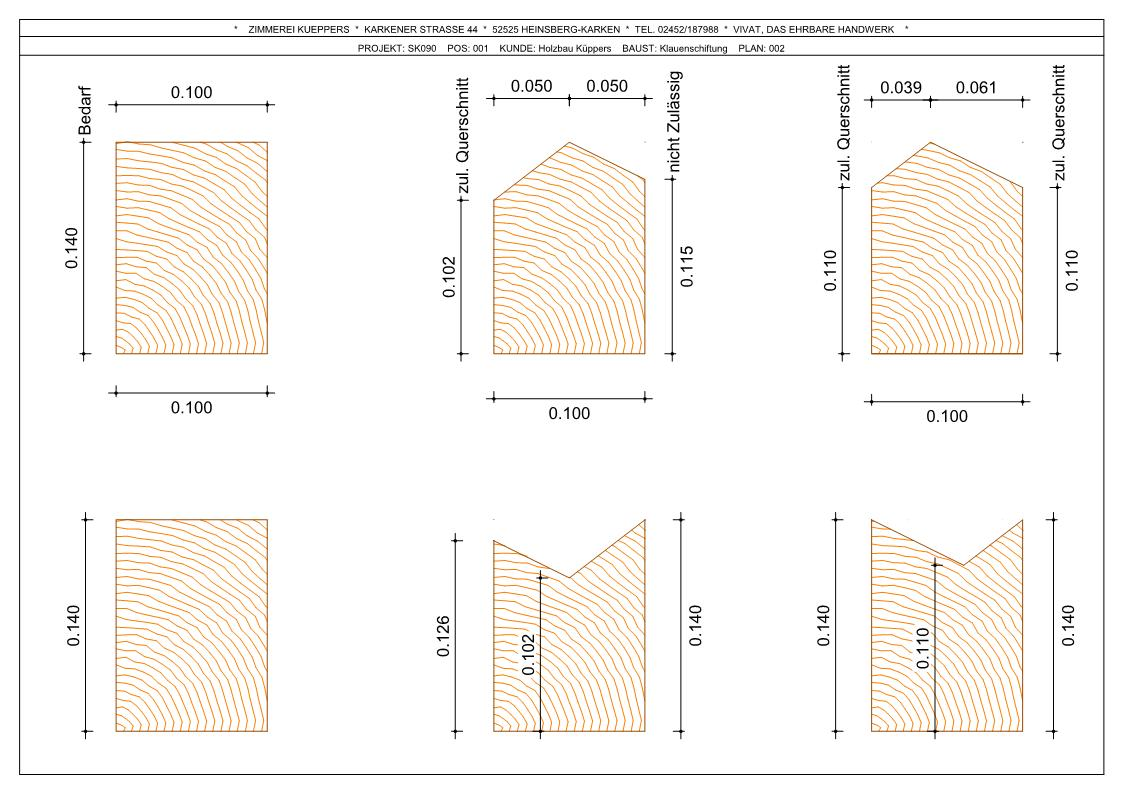
Algunos diseños en madera, según uso de la pieza.

Atendiendo a su jerarquía y como norma general, las estructuras de madera (especialmente en edificación) pueden clasificarse en cuatro, de los cuales los dos intermedios son tipo framing:
- Casas de troncos simplemente apilados.
- Pilares ininterrumpidos con el resto del entramado jerarquizado (pilares, vigas unidas a ellos, viguetas o correas unidas a las vigas), lo que se conoce como balloon frame.
- Sistemas plataforma o platform frame (en este caso el topónimo inglés es menos utilizado), cuyos elementos jerarquizantes son los forjados, que dividen los pilares en una serie de montantes.
- Sistemas mixtos de los dos anteriores.

Esta jerarquización de los sistemas constructivos tipo framing está lo suficientemente aceptada técnicamente como para aparecer así descrita de forma común. Mientras que las casas de troncos apilados no necesitan específicamente ningún tipo de recortes o muescas, pues van apilados, el resto cuenta con diversos modos de tratar las juntas entre elementos constructivos. Aunque actualmente se pueden reforzar con colas muy resistentes o tornillería, de forma tradicional se ha pensado en la estereotomía, es decir, en el diseño geométrico de las piezas allí donde haya junta para la estabilidad estructural. Existe bibliografía genérica para el diseño de estas juntas, y cada fabricante cuenta con la suya propia, publicada en boletines y folletos informativos especializados.

### Hierro
Durante el siglo XIX se pretendió que el hierro adoptase las formas de la piedra, por lo que sus piezas se amoldaron para encajar entre ellas, diseñando muescas y uniones por gravedad. A finales del XIX y durante el XX, al comprobarse las características del material e investigarse en la producción de aceros, se pasó a una construcción de barras y se generalizaron primero las uniones roblonadas y luego las atornilladas y las soldadas, ninguna de las cuales necesita de la estereotomía para hacer encajar las piezas.